# Adireja Kulon
Adireja Kulon is een bestuurslaag in het regentschap Cilacap van de provincie Midden-Java, Indonesië. Adireja Kulon telt 1299 inwoners (volkstelling 2010).